# Magnetno jadro
Magnetno jadro (ang. magnetic sail ali magsail) je predlagani način pogona vesoljskih plovil. Jadro uporablja statično magnetno polje, ki deflektira nabite delce in tako ustvarja potisk.
Magnetno jadro sta izumila Dana Andrews in Robert Zubrin